# Romainville
Romainville is een gemeente in het Franse departement Seine-Saint-Denis (regio Île-de-France). De gemeente telde 35.314 inwoners op 1 januari 2022. De plaats maakt deel uit van het arrondissement Bobigny.

## Geografie
De oppervlakte van Romainville bedroeg op 1 januari 2022 3,44 vierkante kilometer; de bevolkingsdichtheid was toen 10.265,7 inwoners per km².
De onderstaande kaart toont de ligging van Romainville met de belangrijkste infrastructuur en aangrenzende gemeenten.

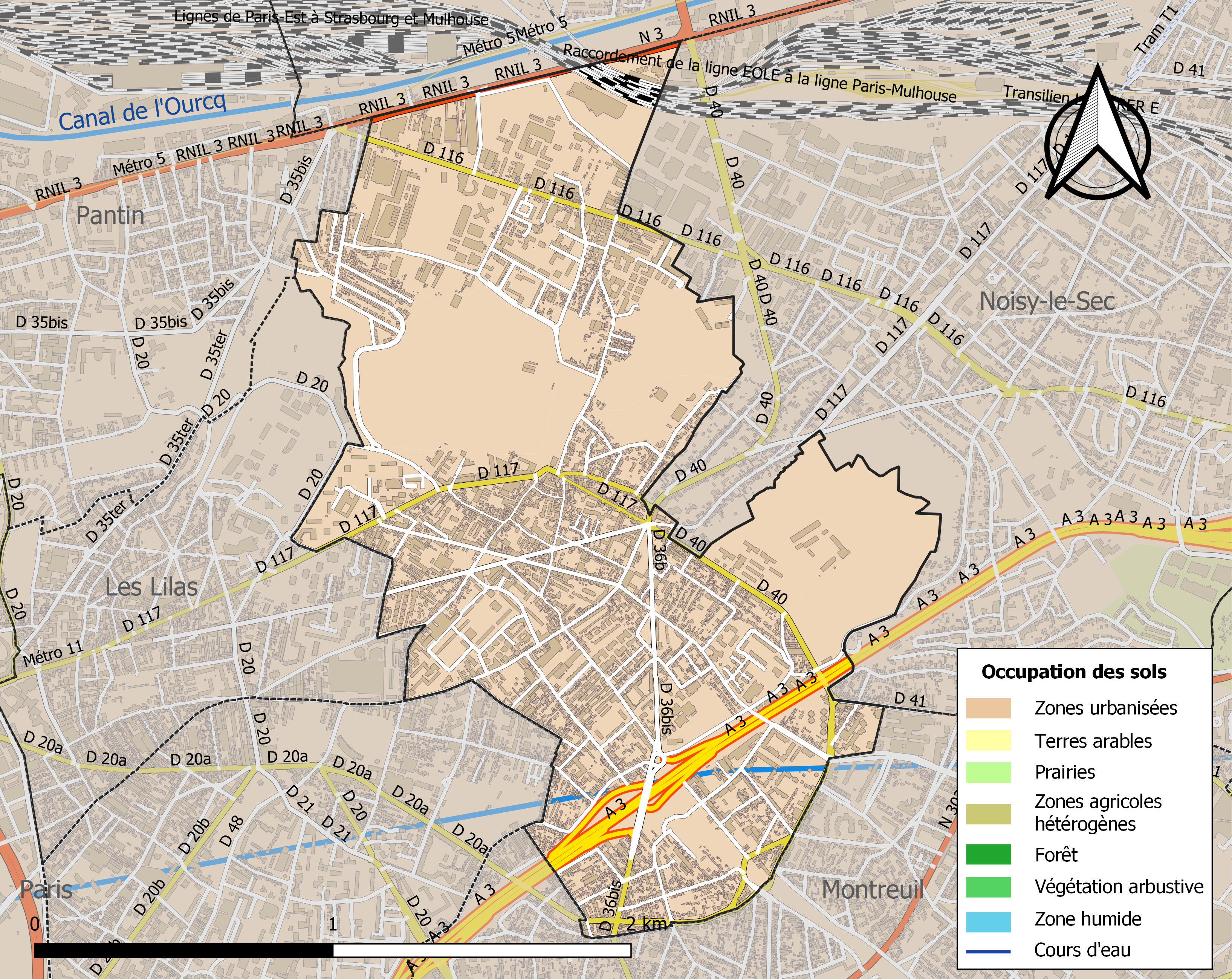

## Demografie
Onderstaande figuur toont het verloop van het inwonertal (bron: INSEE-tellingen).